# Vua đầu bếp (chương trình truyền hình Việt Nam)
Vua đầu bếp (tên đầy đủ: Vua đầu bếp – MasterChef Vietnam, tiếng Anh: MasterChef Vietnam) là một chương trình truyền hình thực tế về nấu ăn và ẩm thực, được phát sóng trên kênh VTV3 từ ngày 8 tháng 3 năm 2013 đến ngày 7 tháng 1 năm 2018. Đây là phiên bản Việt Nam của chương trình MasterChef do Shine International sáng tạo, được phối hợp sản xuất giữa Ban Thể thao Giải trí và Thông tin kinh tế (sau đó là Ban Sản xuất các chương trình Giải trí), Đài Truyền hình Việt Nam và công ty BHD.
Unilever là nhà tài trợ chính trong suốt thời gian phát sóng.

## Định dạng
Hầu hết phiên bản MasterChef của các nước đều bắt nguồn từ bản gốc MasterChef của đài BBC (Anh Quốc). Bản MasterChef Việt Nam có định dạng gần giống với MasterChef Hoa Kỳ.
- Vòng loại
- Vòng thử thách: Ngay sau vòng loại, các thí sinh sẽ tham gia vòng thử thách để chọn ra những người chính thức bước vào căn bếp của Vua đầu bếp.
- Chiếc hộp bí mật: Ở những tập có số lẻ thí sinh, các thí sinh sẽ nhận được một chiếc hộp kín chứa nguyên liệu nấu ăn (nguyên liệu này là giống nhau cho tất cả các thí sinh). Ban giám khảo sẽ chọn ra ba món ăn dựa trên hình thức bên ngoài và kỹ thuật để nếm thử, và từ ba món ăn này sẽ chọn ra một người chiến thắng.
- Thử thách loại trừ: Diễn ra sau Chiếc hộp bí mật. Người chiến thắng ở phần Chiếc hộp bí mật sẽ có ưu đãi đặc biệt ở phần này như chọn đề bài cho các thí sinh còn lại, và trong một số trường hợp (thường là ở những vòng đầu) có thể không cần tham gia phần thi này. Sau khi giải thích thử thách, ban giám khảo sẽ đánh giá tất cả các món ăn dựa trên hương vị và sự hấp dẫn thị giác. Các giám khảo sẽ chọn ra những món ăn tệ nhất để phê bình trước khi quyết định loại thí sinh. Người thua cuộc sẽ phải rời khỏi căn bếp.
- Thử thách đồng đội: Ở những tập có số chẵn thí sinh (trừ đêm chung kết), các thí sinh sẽ được chia ra làm hai đội. Đội trưởng của hai đội là hai thí sinh nấu tốt ở phần thử thách loại trừ trước đó. Đề bài thường là nấu một thực đơn phục vụ nhiều thực khách, và các thực khách sau đó sẽ bỏ phiếu để quyết định đội thắng.
- Thử thách áp lực: Diễn ra sau Thử thách đồng đội, phần thi này dành cho các thành viên trong đội thua ở phần thử thách đồng đội. Có thể có một số thí sinh được miễn phần này. Người thua cuộc sẽ phải rời khỏi căn bếp.

### Giải thưởng
Thí sinh đoạt ngôi quán quân sẽ nhận giải thưởng trị giá 500 triệu đồng cùng một hợp đồng xuất bản sách dạy nấu ăn.

## Ban giám khảo
Mỗi mùa MasterChef luôn có một ban giám khảo gồm ba người. Trong mùa 3, ngoài hai giám khảo cố định, còn có một giám khảo khách mời thay đổi trong mỗi tập.
| Giám khảo         | Mùa | Mùa | Mùa | Mùa     | Mùa |
| Giám khảo         | 1   | 2   | 3   | 4 (Nhí) | 5   |
| ----------------- | --- | --- | --- | ------- | --- |
| Hoàng Khải        | ✔️  | ✖   | ✖   | ✖       | ✖   |
| Phạm Tuấn Hải     | ✔️  | ✔️  | ✔️  | ✖       | ✔️  |
| Phan Tôn Tịnh Hải | ✔️  | ✖   | ✖   | ✔️      | ✔️  |
| Luke Nguyễn       | ✔️  | ✔️  | ✖   | ✖       | ✖   |
| Tăng Thanh Hà     | ✖   | ✔️  | ✖   | ✖       | ✖   |
| Kim Oanh          | ✖   | ✔️  | ✖   | ✖       | ✖   |
| Christine Hà      | ✖   | ✖   | ✔️  | ✖       | ✖   |
| Jack Lee          | ✖   | ✖   | ✖   | ✔️      | ✔️  |
| Alain Nguyễn      | ✖   | ✖   | ✖   | ✔️      | ✖   |

## Các mùa thi
| Mùa | Mùa | Số tập | Số tập | Phát sóng gốc     | Phát sóng gốc      |
| Mùa | Mùa | Số tập | Số tập | Phát sóng lần đầu | Phát sóng lần cuối |
| --- | --- | ------ | ------ | ----------------- | ------------------ |
|     | 1   | 20     | 20     | 8 tháng 3, 2013   | 19 tháng 7, 2013   |
|     | 2   | 15     | 15     | 19 tháng 7, 2014  | 25 tháng 10, 2014  |
|     | 3   | 13     | 13     | 5 tháng 9, 2015   | 12 tháng 12, 2015  |
|     | 4   | 13     | 13     | 2 tháng 10, 2016  | 25 tháng 12, 2016  |
|     | 5   | 12     | 12     | 22 tháng 10, 2017 | 7 tháng 1, 2018    |

### Các thí sinh lọt vào vòng chung kết
Dưới đây là danh sách thí sinh đã được lọt vào vòng chung kết trong mỗi mùa thi của chương trình.
Mùa 1
| Thí sinh      | Nghề nghiệp            | Năm sinh | Quê quán              | Kết quả   |
| ------------- | ---------------------- | -------- | --------------------- | --------- |
| Ngô Thanh Hòa | Quản lý nhà hàng & bar | 1973     | Bình Thuận            | Quán quân |
| Phan Quốc Trí | Sinh viên              | 1994     | Thành phố Hồ Chí Minh | Á quân    |

Mùa 2
| Thí sinh        | Nghề nghiệp                | Năm sinh | Quê quán | Kết quả   |
| --------------- | -------------------------- | -------- | -------- | --------- |
| Hoàng Minh Nhật | Nhân viên ngân hàng        | 1991     | Hà Nội   | Quán quân |
| Lê Chi          | Quản lý cửa hàng trang sức | 1970     | Canada   | Á quân    |

Mùa 3
| Thí sinh           | Nghề nghiệp            | Năm sinh | Quê quán              | Kết quả   |
| ------------------ | ---------------------- | -------- | --------------------- | --------- |
| Nguyễn Thanh Cường | Kinh doanh             | 1984     | Thành phố Hồ Chí Minh | Quán quân |
| Phạm Thị Tuyết     | Hướng dẫn viên du lịch | 1987     | Quảng Nam             | Á quân    |

Mùa 4 (phiên bản nhí)
| Thí sinh            | Nghề nghiệp | Năm sinh | Quê quán              | Kết quả   |
| ------------------- | ----------- | -------- | --------------------- | --------- |
| Đinh Thanh Hải      | Học sinh    | 2003     | Thành phố Hồ Chí Minh | Quán quân |
| Nguyễn Danh Đức Hải | Học sinh    | 2003     | Hà Nội                | Á quân    |

Mùa 5
| Thí sinh             | Nghề nghiệp          | Năm sinh | Kết quả   |
| -------------------- | -------------------- | -------- | --------- |
| Kiwi Ngô Mai Trang   | Người mẫu, ca sĩ     | 1982     | Quán quân |
| Đỗ Nguyễn Hoàng Long | Người mẫu            | 1988     | Á quân    |
| Vũ Đức Hải           | Diễn viên, người mẫu | 1978     | Á quân    |